# Zikmund Winter

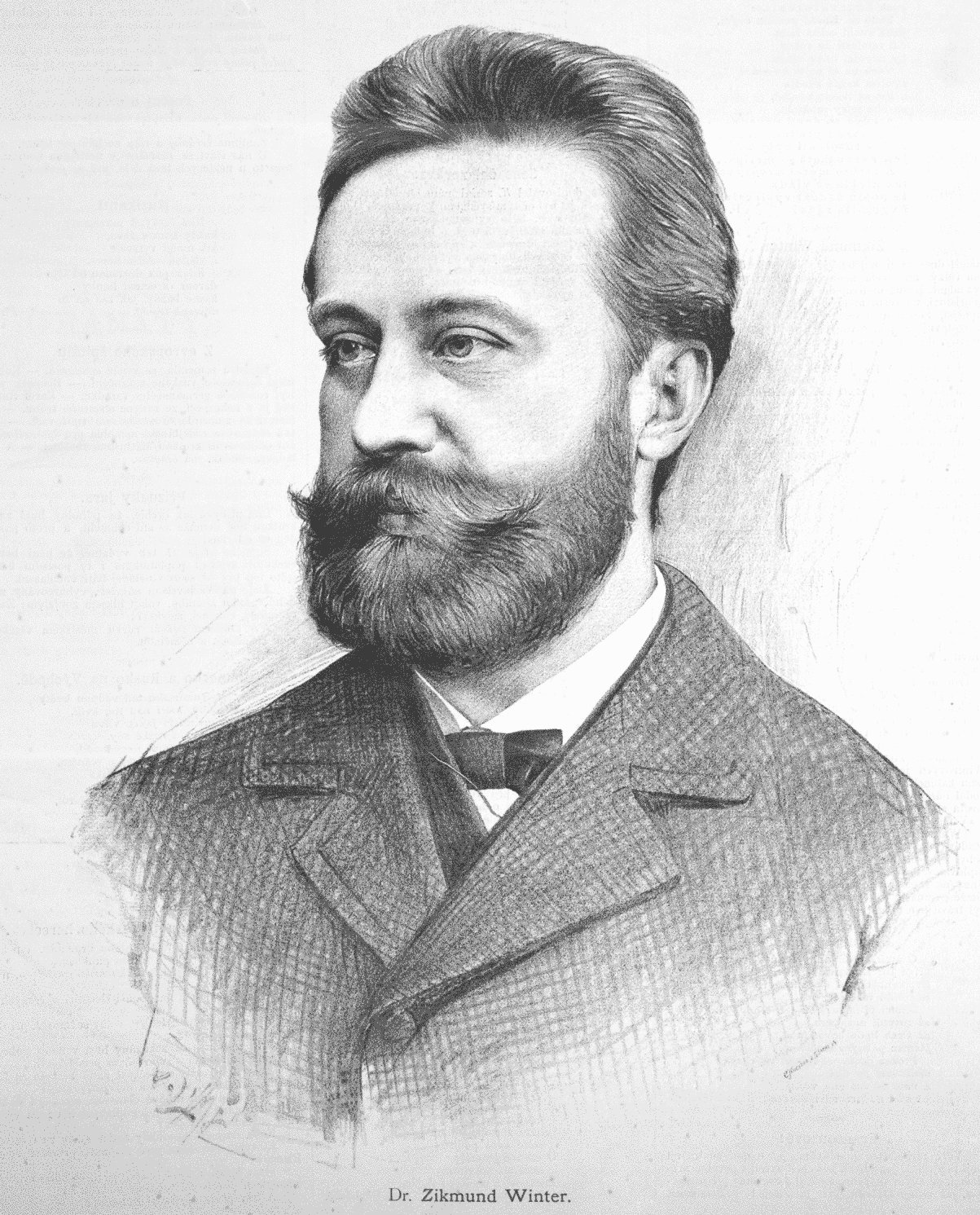
Zikmund Winter 1889

Zikmund Winter (* 27. Dezember 1846 in Prag; † 12. Juni 1912 in Bad Reichenhall) war ein tschechischer Schriftsteller und Historiker.

## Leben
Zikmund Winter wurde in einer Glöcknersfamilie in der Prager Altstadt geboren. Nach der Matura wollte er Priester werden und studierte Theologie unter den Kreuzherren mit dem Roten Stern. Nach einem Jahr wechselte er jedoch das Fach und begann Geschichte zu studieren. Er besuchte Vorlesungen von Václav Vladivoj Tomek, Josef Kalousek, Antonín Gindely und Josef Emler. Nach Abschluss seiner Studien unterrichtete er an Realschulen in Pardubice und Rakovník.
Winter beschäftigte sich intensiv mit dem Archiv in Rakovník und sammelte Daten über Gesellschaft und Privatleben in der ländlichen Kleinstadt während des 16. und 17. Jahrhunderts. 1884 kehrte Winter als Lehrer nach Prag zurück. Dort stand er in Kontakt mit Alois Jirásek, Jaroslav Vrchlický, Karel Václav Rais und anderen. Anders als Jirásek wandte sich Winter auch moderneren Zugängen zu Geschichte und Literatur zu.
Er ist auf dem Vinohrady-Friedhof in Prag begraben.

## Werk
Winter verfasste Geschichtsbände über böhmische Städte und über Hochschulen. Sein Werk umfasst historische Novellen, belletristisch verarbeitete geschichtliche Abhandlungen.
- Rozina Sebranec. 1903/1905, Novelle.
- Ze staré Prahy.
- Mistr Kampanus. 1906–07 (dt. Magister Kampanus. ISBN 3-421-05241-7), Biographie von Jan Campanus Vodňanský.